# Société Anonyme

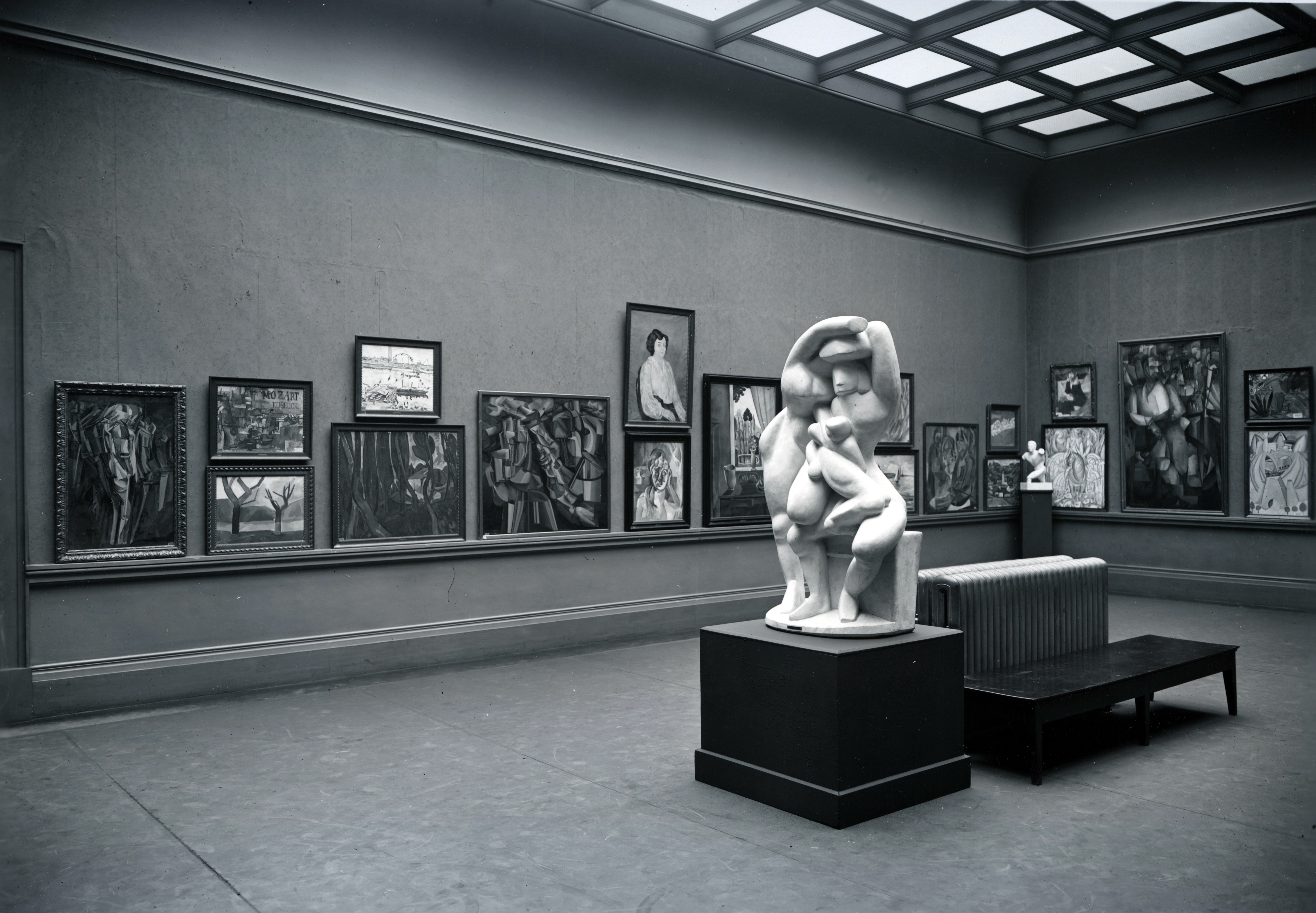
Výstava Armory Show známá jako Mezinárodní výstava moderního umění, sál kubistů, Art Institute of Chicago, 24. března – 16. dubna 1913

Société Anonyme, Inc. byla umělecká organizace, kterou v roce 1920 založili umělci Katherine Sophie Dreier, Man Ray a Marcel Duchamp. Organizace sponzorovala přednášky, koncerty, publikace a výstavy moderního umění, včetně Exhibition of Modern Art (Mezinárodní výstavy moderního umění) v Brooklynském muzeu v roce 1926. V letech 1920 až 1940 uspořádala organizace 80 výstav zaměřených především na kubistické a abstraktní umění.

## Historie
Man Ray vybral název "Société Anonyme", když tento termín uviděl ve francouzských časopisech, ale protože znal jen velmi málo francouzský jazyk, údajně věřil, že název označuje nějakou anonymní společnost. Ve skutečnosti to znamená „korporace“, ale Marcel Duchamp si řekl, že by to bylo pěkné jméno a později, když se sepisovaly právní dokumenty, bylo přidáno "Inc." (v angličtině „Corporation, Inc.“).
Společnost umožnila svým členům jako byli Alexander Archipenko, Wassily Kandinsky, Paul Klee, Fernand Léger, Jacques Villon a Louis Eilshemius uspořádat jejich první samostatnou výstavu v Americe a pomohla seznámit americkou veřejnost s málo známou prací Pieta Mondriana a Kurta Schwitterse. Sponzorovali putovní výstavy, přednášky umělců a kritiků a další speciální akce. Společnost v roce 1926 uspořádala v Brooklynském muzeu první přehled poválečného mezinárodního umění v Americe, tři roky před vznikem Muzea moderního umění (anglicky The Museum of Modern Art, zkratkou MoMA), které bylo založeno roku 1929 na Manhattanu v New Yorku. Katherine Dreier hluboce nesnášela tohoto jí protivného rivala, jehož bohatí podporovatelé, jak ona to pociťovala, jí ukradli její vizi, její nápady a dokonce i název - podtitul Société Anonyme byl totiž „Muzeum moderního umění“. Ve skutečnosti však její neúnavný idealismus nedokázal nahradit nedostatek významné finanční podpory, jakou dostávalo MoMA. Výstavní místnosti Société Anonyme byly příliš malé a nedostačující. Pokusy o nalezení větších prostor nebyly úspěšné, protože finanční prostředky, které pocházely hlavně od ní a jejích dvou sester byly nedostačující. Společnost Société Anonyme, Inc. se postupem času stále více stávala projektem jediné ženy. Přesto se jí podařilo jako první na světě otevřít muzeum, které se věnovalo výhradně modernímu umění.
Sídlo společnosti v New Jersey se uzavřelo v roce 1928, ale Dreierová pokračovala v organizování akcí a nakupovala umělecká díla, která přidávala do sbírky společnosti. Celou sbírku darovala Yale University Art Gallery (Univerzitní umělecké galerii) na Universitě Yale v roce 1941.
Dne 30. dubna 1950, k 30. výročí uspořádání první výstavy společnosti Société Anonyme, Inc. uspořádali Dreierová a Duchamp večeři v klubu New Haven Lawn Club, kde formálně organizaci rozpustili.